# Alfredo David Moreno
Alfredo David Moreno (* 12. Januar 1980 in Santiago del Estero, Argentinien; † 8. Dezember 2021 in  Aguascalientes, Mexiko) war ein argentinischer Fußballspieler auf der Position des Stürmers.

## Leben
Moreno begann seine Profikarriere in der Saison 1999/00 bei den Boca Juniors, für die er sein erstes Spiel am 26. September 1999 gegen San Lorenzo (0:0) bestritt und seinen erfolgreichsten Auftritt am 22. März 2000 in einem Spiel der Copa Libertadores hatte, in dem er fünf Treffer zum 6:1-Heimsieg gegen den Club Blooming beisteuerte.
In der Vorrunde der Saison 2000/01 stand er beim benachbarten Racing Club unter Vertrag, bevor er das Jahr 2001 beim mexikanischen Club Necaxa verbrachte. Anfang 2002 wechselte Moreno zum chinesischen Club Shandong Luneng Taishan, bevor er in der Saison 2002/03 zu den Boca Juniors zurückkehrte, für die er diesmal zwar nur wenige Spiele absolvierte, aber immerhin am 26. Februar 2003 durch seine beiden Treffer „Matchwinner“ beim 2:1-Auswärtssieg gegen Colo-Colo war.
Zwischen 2003 und 2007 stand Moreno erneut bei Necaxa unter Vertrag, für die er in diesem Zeitraum 131 Meisterschaftsspiele absolvierte und 42 Tore erzielte. Unmittelbar nach seinem Wechsel zum San Luis FC erzielte er in der Apertura 2007 18 Treffer in der Punktspielrunde (sowie einen weiteren in den Liguillas gegen Chivas Guadalajara) und wurde somit Torschützenkönig der mexikanischen Primera División. 
In der Apertura 2012 gewann er mit dem Vorjahresaufsteiger Tijuana Xoloitzcuintles de Caliente überraschend die Meisterschaft und war neben Torwart Cirilo Saucedo der einzige Spieler, der in allen 23 Meisterschaftsspielen (einschließlich der Liguillas) mitgewirkt hat, auch wenn er kein einziges Spiel über die volle Distanz bestritt.
Am 8. Dezember 2021 starb Moreno im Alter von 41 Jahren an den Folgen eines Magenkrebsleidens.

## Erfolge

### National
- Mexikanischer Meister: Apertura 2012 (mit Tijuana)
- Torschützenkönig der mexikanischen Liga: Apertura 2007 (für San Luis)

### International
- Copa Libertadores: 2000 und 2003 (jeweils mit Boca)